# Pennisetum violaceum
Pennisetum violaceum är en gräsart som först beskrevs av Jean-Baptiste de Lamarck, och fick sitt nu gällande namn av Louis Claude Marie Richard. Pennisetum violaceum ingår i släktet borstgräs, och familjen gräs. Inga underarter finns listade i Catalogue of Life.